# Николас Росолимо
Тази статия използва алгебрична нотация за описване на шахматните ходове.
Николас Росолимо е френско-американски шахматист, международен гросмайстор от 1953.

## Биография
Роден в Украйна, Росолимо се премества да живее в Париж със своята руско-украинска майка през 1929. Завършвайки втори зад Хосе Раул Капабланка през 1938 на турнира в Париж, той спечелва първенството на Франция през 1948. Освен това той е шампион на Париж осем пъти и завършва наравно в два мача през 1948 и 1949 със Савелий Тартаковер. Награден е със звание международен майстор през 1950 и титла гросмайстор през 1953.
|   | a | b | c | d | e | f | g | h |   |
| 8 | черен топ на бяло поле a8 · черен офицер на бяло поле c8 · черна дама на черно поле d8 · черен цар на бяло поле e8 · черен офицер на черно поле f8 · черен кон на бяло поле g8 · черен топ на черно поле h8 · черна пешка на черно поле a7 · черна пешка на бяло поле b7 · черна пешка на бяло поле d7 · черна пешка на черно поле e7 · черна пешка на бяло поле f7 · черна пешка на черно поле g7 · черна пешка на бяло поле h7 · черен кон на бяло поле c6 · бял офицер на бяло поле b5 · черна пешка на черно поле c5 · бяла пешка на бяло поле e4 · бял кон на бяло поле f3 · бяла пешка на бяло поле a2 · бяла пешка на черно поле b2 · бяла пешка на бяло поле c2 · бяла пешка на черно поле d2 · бяла пешка на черно поле f2 · бяла пешка на бяло поле g2 · бяла пешка на черно поле h2 · бял топ на черно поле a1 · бял кон на бяло поле b1 · бял офицер на черно поле c1 · бяла дама на бяло поле d1 · бял цар на черно поле e1 · бял топ на бяло поле h1 | черен топ на бяло поле a8 · черен офицер на бяло поле c8 · черна дама на черно поле d8 · черен цар на бяло поле e8 · черен офицер на черно поле f8 · черен кон на бяло поле g8 · черен топ на черно поле h8 · черна пешка на черно поле a7 · черна пешка на бяло поле b7 · черна пешка на бяло поле d7 · черна пешка на черно поле e7 · черна пешка на бяло поле f7 · черна пешка на черно поле g7 · черна пешка на бяло поле h7 · черен кон на бяло поле c6 · бял офицер на бяло поле b5 · черна пешка на черно поле c5 · бяла пешка на бяло поле e4 · бял кон на бяло поле f3 · бяла пешка на бяло поле a2 · бяла пешка на черно поле b2 · бяла пешка на бяло поле c2 · бяла пешка на черно поле d2 · бяла пешка на черно поле f2 · бяла пешка на бяло поле g2 · бяла пешка на черно поле h2 · бял топ на черно поле a1 · бял кон на бяло поле b1 · бял офицер на черно поле c1 · бяла дама на бяло поле d1 · бял цар на черно поле e1 · бял топ на бяло поле h1 | черен топ на бяло поле a8 · черен офицер на бяло поле c8 · черна дама на черно поле d8 · черен цар на бяло поле e8 · черен офицер на черно поле f8 · черен кон на бяло поле g8 · черен топ на черно поле h8 · черна пешка на черно поле a7 · черна пешка на бяло поле b7 · черна пешка на бяло поле d7 · черна пешка на черно поле e7 · черна пешка на бяло поле f7 · черна пешка на черно поле g7 · черна пешка на бяло поле h7 · черен кон на бяло поле c6 · бял офицер на бяло поле b5 · черна пешка на черно поле c5 · бяла пешка на бяло поле e4 · бял кон на бяло поле f3 · бяла пешка на бяло поле a2 · бяла пешка на черно поле b2 · бяла пешка на бяло поле c2 · бяла пешка на черно поле d2 · бяла пешка на черно поле f2 · бяла пешка на бяло поле g2 · бяла пешка на черно поле h2 · бял топ на черно поле a1 · бял кон на бяло поле b1 · бял офицер на черно поле c1 · бяла дама на бяло поле d1 · бял цар на черно поле e1 · бял топ на бяло поле h1 | черен топ на бяло поле a8 · черен офицер на бяло поле c8 · черна дама на черно поле d8 · черен цар на бяло поле e8 · черен офицер на черно поле f8 · черен кон на бяло поле g8 · черен топ на черно поле h8 · черна пешка на черно поле a7 · черна пешка на бяло поле b7 · черна пешка на бяло поле d7 · черна пешка на черно поле e7 · черна пешка на бяло поле f7 · черна пешка на черно поле g7 · черна пешка на бяло поле h7 · черен кон на бяло поле c6 · бял офицер на бяло поле b5 · черна пешка на черно поле c5 · бяла пешка на бяло поле e4 · бял кон на бяло поле f3 · бяла пешка на бяло поле a2 · бяла пешка на черно поле b2 · бяла пешка на бяло поле c2 · бяла пешка на черно поле d2 · бяла пешка на черно поле f2 · бяла пешка на бяло поле g2 · бяла пешка на черно поле h2 · бял топ на черно поле a1 · бял кон на бяло поле b1 · бял офицер на черно поле c1 · бяла дама на бяло поле d1 · бял цар на черно поле e1 · бял топ на бяло поле h1 | черен топ на бяло поле a8 · черен офицер на бяло поле c8 · черна дама на черно поле d8 · черен цар на бяло поле e8 · черен офицер на черно поле f8 · черен кон на бяло поле g8 · черен топ на черно поле h8 · черна пешка на черно поле a7 · черна пешка на бяло поле b7 · черна пешка на бяло поле d7 · черна пешка на черно поле e7 · черна пешка на бяло поле f7 · черна пешка на черно поле g7 · черна пешка на бяло поле h7 · черен кон на бяло поле c6 · бял офицер на бяло поле b5 · черна пешка на черно поле c5 · бяла пешка на бяло поле e4 · бял кон на бяло поле f3 · бяла пешка на бяло поле a2 · бяла пешка на черно поле b2 · бяла пешка на бяло поле c2 · бяла пешка на черно поле d2 · бяла пешка на черно поле f2 · бяла пешка на бяло поле g2 · бяла пешка на черно поле h2 · бял топ на черно поле a1 · бял кон на бяло поле b1 · бял офицер на черно поле c1 · бяла дама на бяло поле d1 · бял цар на черно поле e1 · бял топ на бяло поле h1 | черен топ на бяло поле a8 · черен офицер на бяло поле c8 · черна дама на черно поле d8 · черен цар на бяло поле e8 · черен офицер на черно поле f8 · черен кон на бяло поле g8 · черен топ на черно поле h8 · черна пешка на черно поле a7 · черна пешка на бяло поле b7 · черна пешка на бяло поле d7 · черна пешка на черно поле e7 · черна пешка на бяло поле f7 · черна пешка на черно поле g7 · черна пешка на бяло поле h7 · черен кон на бяло поле c6 · бял офицер на бяло поле b5 · черна пешка на черно поле c5 · бяла пешка на бяло поле e4 · бял кон на бяло поле f3 · бяла пешка на бяло поле a2 · бяла пешка на черно поле b2 · бяла пешка на бяло поле c2 · бяла пешка на черно поле d2 · бяла пешка на черно поле f2 · бяла пешка на бяло поле g2 · бяла пешка на черно поле h2 · бял топ на черно поле a1 · бял кон на бяло поле b1 · бял офицер на черно поле c1 · бяла дама на бяло поле d1 · бял цар на черно поле e1 · бял топ на бяло поле h1 | черен топ на бяло поле a8 · черен офицер на бяло поле c8 · черна дама на черно поле d8 · черен цар на бяло поле e8 · черен офицер на черно поле f8 · черен кон на бяло поле g8 · черен топ на черно поле h8 · черна пешка на черно поле a7 · черна пешка на бяло поле b7 · черна пешка на бяло поле d7 · черна пешка на черно поле e7 · черна пешка на бяло поле f7 · черна пешка на черно поле g7 · черна пешка на бяло поле h7 · черен кон на бяло поле c6 · бял офицер на бяло поле b5 · черна пешка на черно поле c5 · бяла пешка на бяло поле e4 · бял кон на бяло поле f3 · бяла пешка на бяло поле a2 · бяла пешка на черно поле b2 · бяла пешка на бяло поле c2 · бяла пешка на черно поле d2 · бяла пешка на черно поле f2 · бяла пешка на бяло поле g2 · бяла пешка на черно поле h2 · бял топ на черно поле a1 · бял кон на бяло поле b1 · бял офицер на черно поле c1 · бяла дама на бяло поле d1 · бял цар на черно поле e1 · бял топ на бяло поле h1 | черен топ на бяло поле a8 · черен офицер на бяло поле c8 · черна дама на черно поле d8 · черен цар на бяло поле e8 · черен офицер на черно поле f8 · черен кон на бяло поле g8 · черен топ на черно поле h8 · черна пешка на черно поле a7 · черна пешка на бяло поле b7 · черна пешка на бяло поле d7 · черна пешка на черно поле e7 · черна пешка на бяло поле f7 · черна пешка на черно поле g7 · черна пешка на бяло поле h7 · черен кон на бяло поле c6 · бял офицер на бяло поле b5 · черна пешка на черно поле c5 · бяла пешка на бяло поле e4 · бял кон на бяло поле f3 · бяла пешка на бяло поле a2 · бяла пешка на черно поле b2 · бяла пешка на бяло поле c2 · бяла пешка на черно поле d2 · бяла пешка на черно поле f2 · бяла пешка на бяло поле g2 · бяла пешка на черно поле h2 · бял топ на черно поле a1 · бял кон на бяло поле b1 · бял офицер на черно поле c1 · бяла дама на бяло поле d1 · бял цар на черно поле e1 · бял топ на бяло поле h1 | 8 |
| 7 | черен топ на бяло поле a8 · черен офицер на бяло поле c8 · черна дама на черно поле d8 · черен цар на бяло поле e8 · черен офицер на черно поле f8 · черен кон на бяло поле g8 · черен топ на черно поле h8 · черна пешка на черно поле a7 · черна пешка на бяло поле b7 · черна пешка на бяло поле d7 · черна пешка на черно поле e7 · черна пешка на бяло поле f7 · черна пешка на черно поле g7 · черна пешка на бяло поле h7 · черен кон на бяло поле c6 · бял офицер на бяло поле b5 · черна пешка на черно поле c5 · бяла пешка на бяло поле e4 · бял кон на бяло поле f3 · бяла пешка на бяло поле a2 · бяла пешка на черно поле b2 · бяла пешка на бяло поле c2 · бяла пешка на черно поле d2 · бяла пешка на черно поле f2 · бяла пешка на бяло поле g2 · бяла пешка на черно поле h2 · бял топ на черно поле a1 · бял кон на бяло поле b1 · бял офицер на черно поле c1 · бяла дама на бяло поле d1 · бял цар на черно поле e1 · бял топ на бяло поле h1 | черен топ на бяло поле a8 · черен офицер на бяло поле c8 · черна дама на черно поле d8 · черен цар на бяло поле e8 · черен офицер на черно поле f8 · черен кон на бяло поле g8 · черен топ на черно поле h8 · черна пешка на черно поле a7 · черна пешка на бяло поле b7 · черна пешка на бяло поле d7 · черна пешка на черно поле e7 · черна пешка на бяло поле f7 · черна пешка на черно поле g7 · черна пешка на бяло поле h7 · черен кон на бяло поле c6 · бял офицер на бяло поле b5 · черна пешка на черно поле c5 · бяла пешка на бяло поле e4 · бял кон на бяло поле f3 · бяла пешка на бяло поле a2 · бяла пешка на черно поле b2 · бяла пешка на бяло поле c2 · бяла пешка на черно поле d2 · бяла пешка на черно поле f2 · бяла пешка на бяло поле g2 · бяла пешка на черно поле h2 · бял топ на черно поле a1 · бял кон на бяло поле b1 · бял офицер на черно поле c1 · бяла дама на бяло поле d1 · бял цар на черно поле e1 · бял топ на бяло поле h1 | черен топ на бяло поле a8 · черен офицер на бяло поле c8 · черна дама на черно поле d8 · черен цар на бяло поле e8 · черен офицер на черно поле f8 · черен кон на бяло поле g8 · черен топ на черно поле h8 · черна пешка на черно поле a7 · черна пешка на бяло поле b7 · черна пешка на бяло поле d7 · черна пешка на черно поле e7 · черна пешка на бяло поле f7 · черна пешка на черно поле g7 · черна пешка на бяло поле h7 · черен кон на бяло поле c6 · бял офицер на бяло поле b5 · черна пешка на черно поле c5 · бяла пешка на бяло поле e4 · бял кон на бяло поле f3 · бяла пешка на бяло поле a2 · бяла пешка на черно поле b2 · бяла пешка на бяло поле c2 · бяла пешка на черно поле d2 · бяла пешка на черно поле f2 · бяла пешка на бяло поле g2 · бяла пешка на черно поле h2 · бял топ на черно поле a1 · бял кон на бяло поле b1 · бял офицер на черно поле c1 · бяла дама на бяло поле d1 · бял цар на черно поле e1 · бял топ на бяло поле h1 | черен топ на бяло поле a8 · черен офицер на бяло поле c8 · черна дама на черно поле d8 · черен цар на бяло поле e8 · черен офицер на черно поле f8 · черен кон на бяло поле g8 · черен топ на черно поле h8 · черна пешка на черно поле a7 · черна пешка на бяло поле b7 · черна пешка на бяло поле d7 · черна пешка на черно поле e7 · черна пешка на бяло поле f7 · черна пешка на черно поле g7 · черна пешка на бяло поле h7 · черен кон на бяло поле c6 · бял офицер на бяло поле b5 · черна пешка на черно поле c5 · бяла пешка на бяло поле e4 · бял кон на бяло поле f3 · бяла пешка на бяло поле a2 · бяла пешка на черно поле b2 · бяла пешка на бяло поле c2 · бяла пешка на черно поле d2 · бяла пешка на черно поле f2 · бяла пешка на бяло поле g2 · бяла пешка на черно поле h2 · бял топ на черно поле a1 · бял кон на бяло поле b1 · бял офицер на черно поле c1 · бяла дама на бяло поле d1 · бял цар на черно поле e1 · бял топ на бяло поле h1 | черен топ на бяло поле a8 · черен офицер на бяло поле c8 · черна дама на черно поле d8 · черен цар на бяло поле e8 · черен офицер на черно поле f8 · черен кон на бяло поле g8 · черен топ на черно поле h8 · черна пешка на черно поле a7 · черна пешка на бяло поле b7 · черна пешка на бяло поле d7 · черна пешка на черно поле e7 · черна пешка на бяло поле f7 · черна пешка на черно поле g7 · черна пешка на бяло поле h7 · черен кон на бяло поле c6 · бял офицер на бяло поле b5 · черна пешка на черно поле c5 · бяла пешка на бяло поле e4 · бял кон на бяло поле f3 · бяла пешка на бяло поле a2 · бяла пешка на черно поле b2 · бяла пешка на бяло поле c2 · бяла пешка на черно поле d2 · бяла пешка на черно поле f2 · бяла пешка на бяло поле g2 · бяла пешка на черно поле h2 · бял топ на черно поле a1 · бял кон на бяло поле b1 · бял офицер на черно поле c1 · бяла дама на бяло поле d1 · бял цар на черно поле e1 · бял топ на бяло поле h1 | черен топ на бяло поле a8 · черен офицер на бяло поле c8 · черна дама на черно поле d8 · черен цар на бяло поле e8 · черен офицер на черно поле f8 · черен кон на бяло поле g8 · черен топ на черно поле h8 · черна пешка на черно поле a7 · черна пешка на бяло поле b7 · черна пешка на бяло поле d7 · черна пешка на черно поле e7 · черна пешка на бяло поле f7 · черна пешка на черно поле g7 · черна пешка на бяло поле h7 · черен кон на бяло поле c6 · бял офицер на бяло поле b5 · черна пешка на черно поле c5 · бяла пешка на бяло поле e4 · бял кон на бяло поле f3 · бяла пешка на бяло поле a2 · бяла пешка на черно поле b2 · бяла пешка на бяло поле c2 · бяла пешка на черно поле d2 · бяла пешка на черно поле f2 · бяла пешка на бяло поле g2 · бяла пешка на черно поле h2 · бял топ на черно поле a1 · бял кон на бяло поле b1 · бял офицер на черно поле c1 · бяла дама на бяло поле d1 · бял цар на черно поле e1 · бял топ на бяло поле h1 | черен топ на бяло поле a8 · черен офицер на бяло поле c8 · черна дама на черно поле d8 · черен цар на бяло поле e8 · черен офицер на черно поле f8 · черен кон на бяло поле g8 · черен топ на черно поле h8 · черна пешка на черно поле a7 · черна пешка на бяло поле b7 · черна пешка на бяло поле d7 · черна пешка на черно поле e7 · черна пешка на бяло поле f7 · черна пешка на черно поле g7 · черна пешка на бяло поле h7 · черен кон на бяло поле c6 · бял офицер на бяло поле b5 · черна пешка на черно поле c5 · бяла пешка на бяло поле e4 · бял кон на бяло поле f3 · бяла пешка на бяло поле a2 · бяла пешка на черно поле b2 · бяла пешка на бяло поле c2 · бяла пешка на черно поле d2 · бяла пешка на черно поле f2 · бяла пешка на бяло поле g2 · бяла пешка на черно поле h2 · бял топ на черно поле a1 · бял кон на бяло поле b1 · бял офицер на черно поле c1 · бяла дама на бяло поле d1 · бял цар на черно поле e1 · бял топ на бяло поле h1 | черен топ на бяло поле a8 · черен офицер на бяло поле c8 · черна дама на черно поле d8 · черен цар на бяло поле e8 · черен офицер на черно поле f8 · черен кон на бяло поле g8 · черен топ на черно поле h8 · черна пешка на черно поле a7 · черна пешка на бяло поле b7 · черна пешка на бяло поле d7 · черна пешка на черно поле e7 · черна пешка на бяло поле f7 · черна пешка на черно поле g7 · черна пешка на бяло поле h7 · черен кон на бяло поле c6 · бял офицер на бяло поле b5 · черна пешка на черно поле c5 · бяла пешка на бяло поле e4 · бял кон на бяло поле f3 · бяла пешка на бяло поле a2 · бяла пешка на черно поле b2 · бяла пешка на бяло поле c2 · бяла пешка на черно поле d2 · бяла пешка на черно поле f2 · бяла пешка на бяло поле g2 · бяла пешка на черно поле h2 · бял топ на черно поле a1 · бял кон на бяло поле b1 · бял офицер на черно поле c1 · бяла дама на бяло поле d1 · бял цар на черно поле e1 · бял топ на бяло поле h1 | 7 |
| 6 | черен топ на бяло поле a8 · черен офицер на бяло поле c8 · черна дама на черно поле d8 · черен цар на бяло поле e8 · черен офицер на черно поле f8 · черен кон на бяло поле g8 · черен топ на черно поле h8 · черна пешка на черно поле a7 · черна пешка на бяло поле b7 · черна пешка на бяло поле d7 · черна пешка на черно поле e7 · черна пешка на бяло поле f7 · черна пешка на черно поле g7 · черна пешка на бяло поле h7 · черен кон на бяло поле c6 · бял офицер на бяло поле b5 · черна пешка на черно поле c5 · бяла пешка на бяло поле e4 · бял кон на бяло поле f3 · бяла пешка на бяло поле a2 · бяла пешка на черно поле b2 · бяла пешка на бяло поле c2 · бяла пешка на черно поле d2 · бяла пешка на черно поле f2 · бяла пешка на бяло поле g2 · бяла пешка на черно поле h2 · бял топ на черно поле a1 · бял кон на бяло поле b1 · бял офицер на черно поле c1 · бяла дама на бяло поле d1 · бял цар на черно поле e1 · бял топ на бяло поле h1 | черен топ на бяло поле a8 · черен офицер на бяло поле c8 · черна дама на черно поле d8 · черен цар на бяло поле e8 · черен офицер на черно поле f8 · черен кон на бяло поле g8 · черен топ на черно поле h8 · черна пешка на черно поле a7 · черна пешка на бяло поле b7 · черна пешка на бяло поле d7 · черна пешка на черно поле e7 · черна пешка на бяло поле f7 · черна пешка на черно поле g7 · черна пешка на бяло поле h7 · черен кон на бяло поле c6 · бял офицер на бяло поле b5 · черна пешка на черно поле c5 · бяла пешка на бяло поле e4 · бял кон на бяло поле f3 · бяла пешка на бяло поле a2 · бяла пешка на черно поле b2 · бяла пешка на бяло поле c2 · бяла пешка на черно поле d2 · бяла пешка на черно поле f2 · бяла пешка на бяло поле g2 · бяла пешка на черно поле h2 · бял топ на черно поле a1 · бял кон на бяло поле b1 · бял офицер на черно поле c1 · бяла дама на бяло поле d1 · бял цар на черно поле e1 · бял топ на бяло поле h1 | черен топ на бяло поле a8 · черен офицер на бяло поле c8 · черна дама на черно поле d8 · черен цар на бяло поле e8 · черен офицер на черно поле f8 · черен кон на бяло поле g8 · черен топ на черно поле h8 · черна пешка на черно поле a7 · черна пешка на бяло поле b7 · черна пешка на бяло поле d7 · черна пешка на черно поле e7 · черна пешка на бяло поле f7 · черна пешка на черно поле g7 · черна пешка на бяло поле h7 · черен кон на бяло поле c6 · бял офицер на бяло поле b5 · черна пешка на черно поле c5 · бяла пешка на бяло поле e4 · бял кон на бяло поле f3 · бяла пешка на бяло поле a2 · бяла пешка на черно поле b2 · бяла пешка на бяло поле c2 · бяла пешка на черно поле d2 · бяла пешка на черно поле f2 · бяла пешка на бяло поле g2 · бяла пешка на черно поле h2 · бял топ на черно поле a1 · бял кон на бяло поле b1 · бял офицер на черно поле c1 · бяла дама на бяло поле d1 · бял цар на черно поле e1 · бял топ на бяло поле h1 | черен топ на бяло поле a8 · черен офицер на бяло поле c8 · черна дама на черно поле d8 · черен цар на бяло поле e8 · черен офицер на черно поле f8 · черен кон на бяло поле g8 · черен топ на черно поле h8 · черна пешка на черно поле a7 · черна пешка на бяло поле b7 · черна пешка на бяло поле d7 · черна пешка на черно поле e7 · черна пешка на бяло поле f7 · черна пешка на черно поле g7 · черна пешка на бяло поле h7 · черен кон на бяло поле c6 · бял офицер на бяло поле b5 · черна пешка на черно поле c5 · бяла пешка на бяло поле e4 · бял кон на бяло поле f3 · бяла пешка на бяло поле a2 · бяла пешка на черно поле b2 · бяла пешка на бяло поле c2 · бяла пешка на черно поле d2 · бяла пешка на черно поле f2 · бяла пешка на бяло поле g2 · бяла пешка на черно поле h2 · бял топ на черно поле a1 · бял кон на бяло поле b1 · бял офицер на черно поле c1 · бяла дама на бяло поле d1 · бял цар на черно поле e1 · бял топ на бяло поле h1 | черен топ на бяло поле a8 · черен офицер на бяло поле c8 · черна дама на черно поле d8 · черен цар на бяло поле e8 · черен офицер на черно поле f8 · черен кон на бяло поле g8 · черен топ на черно поле h8 · черна пешка на черно поле a7 · черна пешка на бяло поле b7 · черна пешка на бяло поле d7 · черна пешка на черно поле e7 · черна пешка на бяло поле f7 · черна пешка на черно поле g7 · черна пешка на бяло поле h7 · черен кон на бяло поле c6 · бял офицер на бяло поле b5 · черна пешка на черно поле c5 · бяла пешка на бяло поле e4 · бял кон на бяло поле f3 · бяла пешка на бяло поле a2 · бяла пешка на черно поле b2 · бяла пешка на бяло поле c2 · бяла пешка на черно поле d2 · бяла пешка на черно поле f2 · бяла пешка на бяло поле g2 · бяла пешка на черно поле h2 · бял топ на черно поле a1 · бял кон на бяло поле b1 · бял офицер на черно поле c1 · бяла дама на бяло поле d1 · бял цар на черно поле e1 · бял топ на бяло поле h1 | черен топ на бяло поле a8 · черен офицер на бяло поле c8 · черна дама на черно поле d8 · черен цар на бяло поле e8 · черен офицер на черно поле f8 · черен кон на бяло поле g8 · черен топ на черно поле h8 · черна пешка на черно поле a7 · черна пешка на бяло поле b7 · черна пешка на бяло поле d7 · черна пешка на черно поле e7 · черна пешка на бяло поле f7 · черна пешка на черно поле g7 · черна пешка на бяло поле h7 · черен кон на бяло поле c6 · бял офицер на бяло поле b5 · черна пешка на черно поле c5 · бяла пешка на бяло поле e4 · бял кон на бяло поле f3 · бяла пешка на бяло поле a2 · бяла пешка на черно поле b2 · бяла пешка на бяло поле c2 · бяла пешка на черно поле d2 · бяла пешка на черно поле f2 · бяла пешка на бяло поле g2 · бяла пешка на черно поле h2 · бял топ на черно поле a1 · бял кон на бяло поле b1 · бял офицер на черно поле c1 · бяла дама на бяло поле d1 · бял цар на черно поле e1 · бял топ на бяло поле h1 | черен топ на бяло поле a8 · черен офицер на бяло поле c8 · черна дама на черно поле d8 · черен цар на бяло поле e8 · черен офицер на черно поле f8 · черен кон на бяло поле g8 · черен топ на черно поле h8 · черна пешка на черно поле a7 · черна пешка на бяло поле b7 · черна пешка на бяло поле d7 · черна пешка на черно поле e7 · черна пешка на бяло поле f7 · черна пешка на черно поле g7 · черна пешка на бяло поле h7 · черен кон на бяло поле c6 · бял офицер на бяло поле b5 · черна пешка на черно поле c5 · бяла пешка на бяло поле e4 · бял кон на бяло поле f3 · бяла пешка на бяло поле a2 · бяла пешка на черно поле b2 · бяла пешка на бяло поле c2 · бяла пешка на черно поле d2 · бяла пешка на черно поле f2 · бяла пешка на бяло поле g2 · бяла пешка на черно поле h2 · бял топ на черно поле a1 · бял кон на бяло поле b1 · бял офицер на черно поле c1 · бяла дама на бяло поле d1 · бял цар на черно поле e1 · бял топ на бяло поле h1 | черен топ на бяло поле a8 · черен офицер на бяло поле c8 · черна дама на черно поле d8 · черен цар на бяло поле e8 · черен офицер на черно поле f8 · черен кон на бяло поле g8 · черен топ на черно поле h8 · черна пешка на черно поле a7 · черна пешка на бяло поле b7 · черна пешка на бяло поле d7 · черна пешка на черно поле e7 · черна пешка на бяло поле f7 · черна пешка на черно поле g7 · черна пешка на бяло поле h7 · черен кон на бяло поле c6 · бял офицер на бяло поле b5 · черна пешка на черно поле c5 · бяла пешка на бяло поле e4 · бял кон на бяло поле f3 · бяла пешка на бяло поле a2 · бяла пешка на черно поле b2 · бяла пешка на бяло поле c2 · бяла пешка на черно поле d2 · бяла пешка на черно поле f2 · бяла пешка на бяло поле g2 · бяла пешка на черно поле h2 · бял топ на черно поле a1 · бял кон на бяло поле b1 · бял офицер на черно поле c1 · бяла дама на бяло поле d1 · бял цар на черно поле e1 · бял топ на бяло поле h1 | 6 |
| 5 | черен топ на бяло поле a8 · черен офицер на бяло поле c8 · черна дама на черно поле d8 · черен цар на бяло поле e8 · черен офицер на черно поле f8 · черен кон на бяло поле g8 · черен топ на черно поле h8 · черна пешка на черно поле a7 · черна пешка на бяло поле b7 · черна пешка на бяло поле d7 · черна пешка на черно поле e7 · черна пешка на бяло поле f7 · черна пешка на черно поле g7 · черна пешка на бяло поле h7 · черен кон на бяло поле c6 · бял офицер на бяло поле b5 · черна пешка на черно поле c5 · бяла пешка на бяло поле e4 · бял кон на бяло поле f3 · бяла пешка на бяло поле a2 · бяла пешка на черно поле b2 · бяла пешка на бяло поле c2 · бяла пешка на черно поле d2 · бяла пешка на черно поле f2 · бяла пешка на бяло поле g2 · бяла пешка на черно поле h2 · бял топ на черно поле a1 · бял кон на бяло поле b1 · бял офицер на черно поле c1 · бяла дама на бяло поле d1 · бял цар на черно поле e1 · бял топ на бяло поле h1 | черен топ на бяло поле a8 · черен офицер на бяло поле c8 · черна дама на черно поле d8 · черен цар на бяло поле e8 · черен офицер на черно поле f8 · черен кон на бяло поле g8 · черен топ на черно поле h8 · черна пешка на черно поле a7 · черна пешка на бяло поле b7 · черна пешка на бяло поле d7 · черна пешка на черно поле e7 · черна пешка на бяло поле f7 · черна пешка на черно поле g7 · черна пешка на бяло поле h7 · черен кон на бяло поле c6 · бял офицер на бяло поле b5 · черна пешка на черно поле c5 · бяла пешка на бяло поле e4 · бял кон на бяло поле f3 · бяла пешка на бяло поле a2 · бяла пешка на черно поле b2 · бяла пешка на бяло поле c2 · бяла пешка на черно поле d2 · бяла пешка на черно поле f2 · бяла пешка на бяло поле g2 · бяла пешка на черно поле h2 · бял топ на черно поле a1 · бял кон на бяло поле b1 · бял офицер на черно поле c1 · бяла дама на бяло поле d1 · бял цар на черно поле e1 · бял топ на бяло поле h1 | черен топ на бяло поле a8 · черен офицер на бяло поле c8 · черна дама на черно поле d8 · черен цар на бяло поле e8 · черен офицер на черно поле f8 · черен кон на бяло поле g8 · черен топ на черно поле h8 · черна пешка на черно поле a7 · черна пешка на бяло поле b7 · черна пешка на бяло поле d7 · черна пешка на черно поле e7 · черна пешка на бяло поле f7 · черна пешка на черно поле g7 · черна пешка на бяло поле h7 · черен кон на бяло поле c6 · бял офицер на бяло поле b5 · черна пешка на черно поле c5 · бяла пешка на бяло поле e4 · бял кон на бяло поле f3 · бяла пешка на бяло поле a2 · бяла пешка на черно поле b2 · бяла пешка на бяло поле c2 · бяла пешка на черно поле d2 · бяла пешка на черно поле f2 · бяла пешка на бяло поле g2 · бяла пешка на черно поле h2 · бял топ на черно поле a1 · бял кон на бяло поле b1 · бял офицер на черно поле c1 · бяла дама на бяло поле d1 · бял цар на черно поле e1 · бял топ на бяло поле h1 | черен топ на бяло поле a8 · черен офицер на бяло поле c8 · черна дама на черно поле d8 · черен цар на бяло поле e8 · черен офицер на черно поле f8 · черен кон на бяло поле g8 · черен топ на черно поле h8 · черна пешка на черно поле a7 · черна пешка на бяло поле b7 · черна пешка на бяло поле d7 · черна пешка на черно поле e7 · черна пешка на бяло поле f7 · черна пешка на черно поле g7 · черна пешка на бяло поле h7 · черен кон на бяло поле c6 · бял офицер на бяло поле b5 · черна пешка на черно поле c5 · бяла пешка на бяло поле e4 · бял кон на бяло поле f3 · бяла пешка на бяло поле a2 · бяла пешка на черно поле b2 · бяла пешка на бяло поле c2 · бяла пешка на черно поле d2 · бяла пешка на черно поле f2 · бяла пешка на бяло поле g2 · бяла пешка на черно поле h2 · бял топ на черно поле a1 · бял кон на бяло поле b1 · бял офицер на черно поле c1 · бяла дама на бяло поле d1 · бял цар на черно поле e1 · бял топ на бяло поле h1 | черен топ на бяло поле a8 · черен офицер на бяло поле c8 · черна дама на черно поле d8 · черен цар на бяло поле e8 · черен офицер на черно поле f8 · черен кон на бяло поле g8 · черен топ на черно поле h8 · черна пешка на черно поле a7 · черна пешка на бяло поле b7 · черна пешка на бяло поле d7 · черна пешка на черно поле e7 · черна пешка на бяло поле f7 · черна пешка на черно поле g7 · черна пешка на бяло поле h7 · черен кон на бяло поле c6 · бял офицер на бяло поле b5 · черна пешка на черно поле c5 · бяла пешка на бяло поле e4 · бял кон на бяло поле f3 · бяла пешка на бяло поле a2 · бяла пешка на черно поле b2 · бяла пешка на бяло поле c2 · бяла пешка на черно поле d2 · бяла пешка на черно поле f2 · бяла пешка на бяло поле g2 · бяла пешка на черно поле h2 · бял топ на черно поле a1 · бял кон на бяло поле b1 · бял офицер на черно поле c1 · бяла дама на бяло поле d1 · бял цар на черно поле e1 · бял топ на бяло поле h1 | черен топ на бяло поле a8 · черен офицер на бяло поле c8 · черна дама на черно поле d8 · черен цар на бяло поле e8 · черен офицер на черно поле f8 · черен кон на бяло поле g8 · черен топ на черно поле h8 · черна пешка на черно поле a7 · черна пешка на бяло поле b7 · черна пешка на бяло поле d7 · черна пешка на черно поле e7 · черна пешка на бяло поле f7 · черна пешка на черно поле g7 · черна пешка на бяло поле h7 · черен кон на бяло поле c6 · бял офицер на бяло поле b5 · черна пешка на черно поле c5 · бяла пешка на бяло поле e4 · бял кон на бяло поле f3 · бяла пешка на бяло поле a2 · бяла пешка на черно поле b2 · бяла пешка на бяло поле c2 · бяла пешка на черно поле d2 · бяла пешка на черно поле f2 · бяла пешка на бяло поле g2 · бяла пешка на черно поле h2 · бял топ на черно поле a1 · бял кон на бяло поле b1 · бял офицер на черно поле c1 · бяла дама на бяло поле d1 · бял цар на черно поле e1 · бял топ на бяло поле h1 | черен топ на бяло поле a8 · черен офицер на бяло поле c8 · черна дама на черно поле d8 · черен цар на бяло поле e8 · черен офицер на черно поле f8 · черен кон на бяло поле g8 · черен топ на черно поле h8 · черна пешка на черно поле a7 · черна пешка на бяло поле b7 · черна пешка на бяло поле d7 · черна пешка на черно поле e7 · черна пешка на бяло поле f7 · черна пешка на черно поле g7 · черна пешка на бяло поле h7 · черен кон на бяло поле c6 · бял офицер на бяло поле b5 · черна пешка на черно поле c5 · бяла пешка на бяло поле e4 · бял кон на бяло поле f3 · бяла пешка на бяло поле a2 · бяла пешка на черно поле b2 · бяла пешка на бяло поле c2 · бяла пешка на черно поле d2 · бяла пешка на черно поле f2 · бяла пешка на бяло поле g2 · бяла пешка на черно поле h2 · бял топ на черно поле a1 · бял кон на бяло поле b1 · бял офицер на черно поле c1 · бяла дама на бяло поле d1 · бял цар на черно поле e1 · бял топ на бяло поле h1 | черен топ на бяло поле a8 · черен офицер на бяло поле c8 · черна дама на черно поле d8 · черен цар на бяло поле e8 · черен офицер на черно поле f8 · черен кон на бяло поле g8 · черен топ на черно поле h8 · черна пешка на черно поле a7 · черна пешка на бяло поле b7 · черна пешка на бяло поле d7 · черна пешка на черно поле e7 · черна пешка на бяло поле f7 · черна пешка на черно поле g7 · черна пешка на бяло поле h7 · черен кон на бяло поле c6 · бял офицер на бяло поле b5 · черна пешка на черно поле c5 · бяла пешка на бяло поле e4 · бял кон на бяло поле f3 · бяла пешка на бяло поле a2 · бяла пешка на черно поле b2 · бяла пешка на бяло поле c2 · бяла пешка на черно поле d2 · бяла пешка на черно поле f2 · бяла пешка на бяло поле g2 · бяла пешка на черно поле h2 · бял топ на черно поле a1 · бял кон на бяло поле b1 · бял офицер на черно поле c1 · бяла дама на бяло поле d1 · бял цар на черно поле e1 · бял топ на бяло поле h1 | 5 |
| 4 | черен топ на бяло поле a8 · черен офицер на бяло поле c8 · черна дама на черно поле d8 · черен цар на бяло поле e8 · черен офицер на черно поле f8 · черен кон на бяло поле g8 · черен топ на черно поле h8 · черна пешка на черно поле a7 · черна пешка на бяло поле b7 · черна пешка на бяло поле d7 · черна пешка на черно поле e7 · черна пешка на бяло поле f7 · черна пешка на черно поле g7 · черна пешка на бяло поле h7 · черен кон на бяло поле c6 · бял офицер на бяло поле b5 · черна пешка на черно поле c5 · бяла пешка на бяло поле e4 · бял кон на бяло поле f3 · бяла пешка на бяло поле a2 · бяла пешка на черно поле b2 · бяла пешка на бяло поле c2 · бяла пешка на черно поле d2 · бяла пешка на черно поле f2 · бяла пешка на бяло поле g2 · бяла пешка на черно поле h2 · бял топ на черно поле a1 · бял кон на бяло поле b1 · бял офицер на черно поле c1 · бяла дама на бяло поле d1 · бял цар на черно поле e1 · бял топ на бяло поле h1 | черен топ на бяло поле a8 · черен офицер на бяло поле c8 · черна дама на черно поле d8 · черен цар на бяло поле e8 · черен офицер на черно поле f8 · черен кон на бяло поле g8 · черен топ на черно поле h8 · черна пешка на черно поле a7 · черна пешка на бяло поле b7 · черна пешка на бяло поле d7 · черна пешка на черно поле e7 · черна пешка на бяло поле f7 · черна пешка на черно поле g7 · черна пешка на бяло поле h7 · черен кон на бяло поле c6 · бял офицер на бяло поле b5 · черна пешка на черно поле c5 · бяла пешка на бяло поле e4 · бял кон на бяло поле f3 · бяла пешка на бяло поле a2 · бяла пешка на черно поле b2 · бяла пешка на бяло поле c2 · бяла пешка на черно поле d2 · бяла пешка на черно поле f2 · бяла пешка на бяло поле g2 · бяла пешка на черно поле h2 · бял топ на черно поле a1 · бял кон на бяло поле b1 · бял офицер на черно поле c1 · бяла дама на бяло поле d1 · бял цар на черно поле e1 · бял топ на бяло поле h1 | черен топ на бяло поле a8 · черен офицер на бяло поле c8 · черна дама на черно поле d8 · черен цар на бяло поле e8 · черен офицер на черно поле f8 · черен кон на бяло поле g8 · черен топ на черно поле h8 · черна пешка на черно поле a7 · черна пешка на бяло поле b7 · черна пешка на бяло поле d7 · черна пешка на черно поле e7 · черна пешка на бяло поле f7 · черна пешка на черно поле g7 · черна пешка на бяло поле h7 · черен кон на бяло поле c6 · бял офицер на бяло поле b5 · черна пешка на черно поле c5 · бяла пешка на бяло поле e4 · бял кон на бяло поле f3 · бяла пешка на бяло поле a2 · бяла пешка на черно поле b2 · бяла пешка на бяло поле c2 · бяла пешка на черно поле d2 · бяла пешка на черно поле f2 · бяла пешка на бяло поле g2 · бяла пешка на черно поле h2 · бял топ на черно поле a1 · бял кон на бяло поле b1 · бял офицер на черно поле c1 · бяла дама на бяло поле d1 · бял цар на черно поле e1 · бял топ на бяло поле h1 | черен топ на бяло поле a8 · черен офицер на бяло поле c8 · черна дама на черно поле d8 · черен цар на бяло поле e8 · черен офицер на черно поле f8 · черен кон на бяло поле g8 · черен топ на черно поле h8 · черна пешка на черно поле a7 · черна пешка на бяло поле b7 · черна пешка на бяло поле d7 · черна пешка на черно поле e7 · черна пешка на бяло поле f7 · черна пешка на черно поле g7 · черна пешка на бяло поле h7 · черен кон на бяло поле c6 · бял офицер на бяло поле b5 · черна пешка на черно поле c5 · бяла пешка на бяло поле e4 · бял кон на бяло поле f3 · бяла пешка на бяло поле a2 · бяла пешка на черно поле b2 · бяла пешка на бяло поле c2 · бяла пешка на черно поле d2 · бяла пешка на черно поле f2 · бяла пешка на бяло поле g2 · бяла пешка на черно поле h2 · бял топ на черно поле a1 · бял кон на бяло поле b1 · бял офицер на черно поле c1 · бяла дама на бяло поле d1 · бял цар на черно поле e1 · бял топ на бяло поле h1 | черен топ на бяло поле a8 · черен офицер на бяло поле c8 · черна дама на черно поле d8 · черен цар на бяло поле e8 · черен офицер на черно поле f8 · черен кон на бяло поле g8 · черен топ на черно поле h8 · черна пешка на черно поле a7 · черна пешка на бяло поле b7 · черна пешка на бяло поле d7 · черна пешка на черно поле e7 · черна пешка на бяло поле f7 · черна пешка на черно поле g7 · черна пешка на бяло поле h7 · черен кон на бяло поле c6 · бял офицер на бяло поле b5 · черна пешка на черно поле c5 · бяла пешка на бяло поле e4 · бял кон на бяло поле f3 · бяла пешка на бяло поле a2 · бяла пешка на черно поле b2 · бяла пешка на бяло поле c2 · бяла пешка на черно поле d2 · бяла пешка на черно поле f2 · бяла пешка на бяло поле g2 · бяла пешка на черно поле h2 · бял топ на черно поле a1 · бял кон на бяло поле b1 · бял офицер на черно поле c1 · бяла дама на бяло поле d1 · бял цар на черно поле e1 · бял топ на бяло поле h1 | черен топ на бяло поле a8 · черен офицер на бяло поле c8 · черна дама на черно поле d8 · черен цар на бяло поле e8 · черен офицер на черно поле f8 · черен кон на бяло поле g8 · черен топ на черно поле h8 · черна пешка на черно поле a7 · черна пешка на бяло поле b7 · черна пешка на бяло поле d7 · черна пешка на черно поле e7 · черна пешка на бяло поле f7 · черна пешка на черно поле g7 · черна пешка на бяло поле h7 · черен кон на бяло поле c6 · бял офицер на бяло поле b5 · черна пешка на черно поле c5 · бяла пешка на бяло поле e4 · бял кон на бяло поле f3 · бяла пешка на бяло поле a2 · бяла пешка на черно поле b2 · бяла пешка на бяло поле c2 · бяла пешка на черно поле d2 · бяла пешка на черно поле f2 · бяла пешка на бяло поле g2 · бяла пешка на черно поле h2 · бял топ на черно поле a1 · бял кон на бяло поле b1 · бял офицер на черно поле c1 · бяла дама на бяло поле d1 · бял цар на черно поле e1 · бял топ на бяло поле h1 | черен топ на бяло поле a8 · черен офицер на бяло поле c8 · черна дама на черно поле d8 · черен цар на бяло поле e8 · черен офицер на черно поле f8 · черен кон на бяло поле g8 · черен топ на черно поле h8 · черна пешка на черно поле a7 · черна пешка на бяло поле b7 · черна пешка на бяло поле d7 · черна пешка на черно поле e7 · черна пешка на бяло поле f7 · черна пешка на черно поле g7 · черна пешка на бяло поле h7 · черен кон на бяло поле c6 · бял офицер на бяло поле b5 · черна пешка на черно поле c5 · бяла пешка на бяло поле e4 · бял кон на бяло поле f3 · бяла пешка на бяло поле a2 · бяла пешка на черно поле b2 · бяла пешка на бяло поле c2 · бяла пешка на черно поле d2 · бяла пешка на черно поле f2 · бяла пешка на бяло поле g2 · бяла пешка на черно поле h2 · бял топ на черно поле a1 · бял кон на бяло поле b1 · бял офицер на черно поле c1 · бяла дама на бяло поле d1 · бял цар на черно поле e1 · бял топ на бяло поле h1 | черен топ на бяло поле a8 · черен офицер на бяло поле c8 · черна дама на черно поле d8 · черен цар на бяло поле e8 · черен офицер на черно поле f8 · черен кон на бяло поле g8 · черен топ на черно поле h8 · черна пешка на черно поле a7 · черна пешка на бяло поле b7 · черна пешка на бяло поле d7 · черна пешка на черно поле e7 · черна пешка на бяло поле f7 · черна пешка на черно поле g7 · черна пешка на бяло поле h7 · черен кон на бяло поле c6 · бял офицер на бяло поле b5 · черна пешка на черно поле c5 · бяла пешка на бяло поле e4 · бял кон на бяло поле f3 · бяла пешка на бяло поле a2 · бяла пешка на черно поле b2 · бяла пешка на бяло поле c2 · бяла пешка на черно поле d2 · бяла пешка на черно поле f2 · бяла пешка на бяло поле g2 · бяла пешка на черно поле h2 · бял топ на черно поле a1 · бял кон на бяло поле b1 · бял офицер на черно поле c1 · бяла дама на бяло поле d1 · бял цар на черно поле e1 · бял топ на бяло поле h1 | 4 |
| 3 | черен топ на бяло поле a8 · черен офицер на бяло поле c8 · черна дама на черно поле d8 · черен цар на бяло поле e8 · черен офицер на черно поле f8 · черен кон на бяло поле g8 · черен топ на черно поле h8 · черна пешка на черно поле a7 · черна пешка на бяло поле b7 · черна пешка на бяло поле d7 · черна пешка на черно поле e7 · черна пешка на бяло поле f7 · черна пешка на черно поле g7 · черна пешка на бяло поле h7 · черен кон на бяло поле c6 · бял офицер на бяло поле b5 · черна пешка на черно поле c5 · бяла пешка на бяло поле e4 · бял кон на бяло поле f3 · бяла пешка на бяло поле a2 · бяла пешка на черно поле b2 · бяла пешка на бяло поле c2 · бяла пешка на черно поле d2 · бяла пешка на черно поле f2 · бяла пешка на бяло поле g2 · бяла пешка на черно поле h2 · бял топ на черно поле a1 · бял кон на бяло поле b1 · бял офицер на черно поле c1 · бяла дама на бяло поле d1 · бял цар на черно поле e1 · бял топ на бяло поле h1 | черен топ на бяло поле a8 · черен офицер на бяло поле c8 · черна дама на черно поле d8 · черен цар на бяло поле e8 · черен офицер на черно поле f8 · черен кон на бяло поле g8 · черен топ на черно поле h8 · черна пешка на черно поле a7 · черна пешка на бяло поле b7 · черна пешка на бяло поле d7 · черна пешка на черно поле e7 · черна пешка на бяло поле f7 · черна пешка на черно поле g7 · черна пешка на бяло поле h7 · черен кон на бяло поле c6 · бял офицер на бяло поле b5 · черна пешка на черно поле c5 · бяла пешка на бяло поле e4 · бял кон на бяло поле f3 · бяла пешка на бяло поле a2 · бяла пешка на черно поле b2 · бяла пешка на бяло поле c2 · бяла пешка на черно поле d2 · бяла пешка на черно поле f2 · бяла пешка на бяло поле g2 · бяла пешка на черно поле h2 · бял топ на черно поле a1 · бял кон на бяло поле b1 · бял офицер на черно поле c1 · бяла дама на бяло поле d1 · бял цар на черно поле e1 · бял топ на бяло поле h1 | черен топ на бяло поле a8 · черен офицер на бяло поле c8 · черна дама на черно поле d8 · черен цар на бяло поле e8 · черен офицер на черно поле f8 · черен кон на бяло поле g8 · черен топ на черно поле h8 · черна пешка на черно поле a7 · черна пешка на бяло поле b7 · черна пешка на бяло поле d7 · черна пешка на черно поле e7 · черна пешка на бяло поле f7 · черна пешка на черно поле g7 · черна пешка на бяло поле h7 · черен кон на бяло поле c6 · бял офицер на бяло поле b5 · черна пешка на черно поле c5 · бяла пешка на бяло поле e4 · бял кон на бяло поле f3 · бяла пешка на бяло поле a2 · бяла пешка на черно поле b2 · бяла пешка на бяло поле c2 · бяла пешка на черно поле d2 · бяла пешка на черно поле f2 · бяла пешка на бяло поле g2 · бяла пешка на черно поле h2 · бял топ на черно поле a1 · бял кон на бяло поле b1 · бял офицер на черно поле c1 · бяла дама на бяло поле d1 · бял цар на черно поле e1 · бял топ на бяло поле h1 | черен топ на бяло поле a8 · черен офицер на бяло поле c8 · черна дама на черно поле d8 · черен цар на бяло поле e8 · черен офицер на черно поле f8 · черен кон на бяло поле g8 · черен топ на черно поле h8 · черна пешка на черно поле a7 · черна пешка на бяло поле b7 · черна пешка на бяло поле d7 · черна пешка на черно поле e7 · черна пешка на бяло поле f7 · черна пешка на черно поле g7 · черна пешка на бяло поле h7 · черен кон на бяло поле c6 · бял офицер на бяло поле b5 · черна пешка на черно поле c5 · бяла пешка на бяло поле e4 · бял кон на бяло поле f3 · бяла пешка на бяло поле a2 · бяла пешка на черно поле b2 · бяла пешка на бяло поле c2 · бяла пешка на черно поле d2 · бяла пешка на черно поле f2 · бяла пешка на бяло поле g2 · бяла пешка на черно поле h2 · бял топ на черно поле a1 · бял кон на бяло поле b1 · бял офицер на черно поле c1 · бяла дама на бяло поле d1 · бял цар на черно поле e1 · бял топ на бяло поле h1 | черен топ на бяло поле a8 · черен офицер на бяло поле c8 · черна дама на черно поле d8 · черен цар на бяло поле e8 · черен офицер на черно поле f8 · черен кон на бяло поле g8 · черен топ на черно поле h8 · черна пешка на черно поле a7 · черна пешка на бяло поле b7 · черна пешка на бяло поле d7 · черна пешка на черно поле e7 · черна пешка на бяло поле f7 · черна пешка на черно поле g7 · черна пешка на бяло поле h7 · черен кон на бяло поле c6 · бял офицер на бяло поле b5 · черна пешка на черно поле c5 · бяла пешка на бяло поле e4 · бял кон на бяло поле f3 · бяла пешка на бяло поле a2 · бяла пешка на черно поле b2 · бяла пешка на бяло поле c2 · бяла пешка на черно поле d2 · бяла пешка на черно поле f2 · бяла пешка на бяло поле g2 · бяла пешка на черно поле h2 · бял топ на черно поле a1 · бял кон на бяло поле b1 · бял офицер на черно поле c1 · бяла дама на бяло поле d1 · бял цар на черно поле e1 · бял топ на бяло поле h1 | черен топ на бяло поле a8 · черен офицер на бяло поле c8 · черна дама на черно поле d8 · черен цар на бяло поле e8 · черен офицер на черно поле f8 · черен кон на бяло поле g8 · черен топ на черно поле h8 · черна пешка на черно поле a7 · черна пешка на бяло поле b7 · черна пешка на бяло поле d7 · черна пешка на черно поле e7 · черна пешка на бяло поле f7 · черна пешка на черно поле g7 · черна пешка на бяло поле h7 · черен кон на бяло поле c6 · бял офицер на бяло поле b5 · черна пешка на черно поле c5 · бяла пешка на бяло поле e4 · бял кон на бяло поле f3 · бяла пешка на бяло поле a2 · бяла пешка на черно поле b2 · бяла пешка на бяло поле c2 · бяла пешка на черно поле d2 · бяла пешка на черно поле f2 · бяла пешка на бяло поле g2 · бяла пешка на черно поле h2 · бял топ на черно поле a1 · бял кон на бяло поле b1 · бял офицер на черно поле c1 · бяла дама на бяло поле d1 · бял цар на черно поле e1 · бял топ на бяло поле h1 | черен топ на бяло поле a8 · черен офицер на бяло поле c8 · черна дама на черно поле d8 · черен цар на бяло поле e8 · черен офицер на черно поле f8 · черен кон на бяло поле g8 · черен топ на черно поле h8 · черна пешка на черно поле a7 · черна пешка на бяло поле b7 · черна пешка на бяло поле d7 · черна пешка на черно поле e7 · черна пешка на бяло поле f7 · черна пешка на черно поле g7 · черна пешка на бяло поле h7 · черен кон на бяло поле c6 · бял офицер на бяло поле b5 · черна пешка на черно поле c5 · бяла пешка на бяло поле e4 · бял кон на бяло поле f3 · бяла пешка на бяло поле a2 · бяла пешка на черно поле b2 · бяла пешка на бяло поле c2 · бяла пешка на черно поле d2 · бяла пешка на черно поле f2 · бяла пешка на бяло поле g2 · бяла пешка на черно поле h2 · бял топ на черно поле a1 · бял кон на бяло поле b1 · бял офицер на черно поле c1 · бяла дама на бяло поле d1 · бял цар на черно поле e1 · бял топ на бяло поле h1 | черен топ на бяло поле a8 · черен офицер на бяло поле c8 · черна дама на черно поле d8 · черен цар на бяло поле e8 · черен офицер на черно поле f8 · черен кон на бяло поле g8 · черен топ на черно поле h8 · черна пешка на черно поле a7 · черна пешка на бяло поле b7 · черна пешка на бяло поле d7 · черна пешка на черно поле e7 · черна пешка на бяло поле f7 · черна пешка на черно поле g7 · черна пешка на бяло поле h7 · черен кон на бяло поле c6 · бял офицер на бяло поле b5 · черна пешка на черно поле c5 · бяла пешка на бяло поле e4 · бял кон на бяло поле f3 · бяла пешка на бяло поле a2 · бяла пешка на черно поле b2 · бяла пешка на бяло поле c2 · бяла пешка на черно поле d2 · бяла пешка на черно поле f2 · бяла пешка на бяло поле g2 · бяла пешка на черно поле h2 · бял топ на черно поле a1 · бял кон на бяло поле b1 · бял офицер на черно поле c1 · бяла дама на бяло поле d1 · бял цар на черно поле e1 · бял топ на бяло поле h1 | 3 |
| 2 | черен топ на бяло поле a8 · черен офицер на бяло поле c8 · черна дама на черно поле d8 · черен цар на бяло поле e8 · черен офицер на черно поле f8 · черен кон на бяло поле g8 · черен топ на черно поле h8 · черна пешка на черно поле a7 · черна пешка на бяло поле b7 · черна пешка на бяло поле d7 · черна пешка на черно поле e7 · черна пешка на бяло поле f7 · черна пешка на черно поле g7 · черна пешка на бяло поле h7 · черен кон на бяло поле c6 · бял офицер на бяло поле b5 · черна пешка на черно поле c5 · бяла пешка на бяло поле e4 · бял кон на бяло поле f3 · бяла пешка на бяло поле a2 · бяла пешка на черно поле b2 · бяла пешка на бяло поле c2 · бяла пешка на черно поле d2 · бяла пешка на черно поле f2 · бяла пешка на бяло поле g2 · бяла пешка на черно поле h2 · бял топ на черно поле a1 · бял кон на бяло поле b1 · бял офицер на черно поле c1 · бяла дама на бяло поле d1 · бял цар на черно поле e1 · бял топ на бяло поле h1 | черен топ на бяло поле a8 · черен офицер на бяло поле c8 · черна дама на черно поле d8 · черен цар на бяло поле e8 · черен офицер на черно поле f8 · черен кон на бяло поле g8 · черен топ на черно поле h8 · черна пешка на черно поле a7 · черна пешка на бяло поле b7 · черна пешка на бяло поле d7 · черна пешка на черно поле e7 · черна пешка на бяло поле f7 · черна пешка на черно поле g7 · черна пешка на бяло поле h7 · черен кон на бяло поле c6 · бял офицер на бяло поле b5 · черна пешка на черно поле c5 · бяла пешка на бяло поле e4 · бял кон на бяло поле f3 · бяла пешка на бяло поле a2 · бяла пешка на черно поле b2 · бяла пешка на бяло поле c2 · бяла пешка на черно поле d2 · бяла пешка на черно поле f2 · бяла пешка на бяло поле g2 · бяла пешка на черно поле h2 · бял топ на черно поле a1 · бял кон на бяло поле b1 · бял офицер на черно поле c1 · бяла дама на бяло поле d1 · бял цар на черно поле e1 · бял топ на бяло поле h1 | черен топ на бяло поле a8 · черен офицер на бяло поле c8 · черна дама на черно поле d8 · черен цар на бяло поле e8 · черен офицер на черно поле f8 · черен кон на бяло поле g8 · черен топ на черно поле h8 · черна пешка на черно поле a7 · черна пешка на бяло поле b7 · черна пешка на бяло поле d7 · черна пешка на черно поле e7 · черна пешка на бяло поле f7 · черна пешка на черно поле g7 · черна пешка на бяло поле h7 · черен кон на бяло поле c6 · бял офицер на бяло поле b5 · черна пешка на черно поле c5 · бяла пешка на бяло поле e4 · бял кон на бяло поле f3 · бяла пешка на бяло поле a2 · бяла пешка на черно поле b2 · бяла пешка на бяло поле c2 · бяла пешка на черно поле d2 · бяла пешка на черно поле f2 · бяла пешка на бяло поле g2 · бяла пешка на черно поле h2 · бял топ на черно поле a1 · бял кон на бяло поле b1 · бял офицер на черно поле c1 · бяла дама на бяло поле d1 · бял цар на черно поле e1 · бял топ на бяло поле h1 | черен топ на бяло поле a8 · черен офицер на бяло поле c8 · черна дама на черно поле d8 · черен цар на бяло поле e8 · черен офицер на черно поле f8 · черен кон на бяло поле g8 · черен топ на черно поле h8 · черна пешка на черно поле a7 · черна пешка на бяло поле b7 · черна пешка на бяло поле d7 · черна пешка на черно поле e7 · черна пешка на бяло поле f7 · черна пешка на черно поле g7 · черна пешка на бяло поле h7 · черен кон на бяло поле c6 · бял офицер на бяло поле b5 · черна пешка на черно поле c5 · бяла пешка на бяло поле e4 · бял кон на бяло поле f3 · бяла пешка на бяло поле a2 · бяла пешка на черно поле b2 · бяла пешка на бяло поле c2 · бяла пешка на черно поле d2 · бяла пешка на черно поле f2 · бяла пешка на бяло поле g2 · бяла пешка на черно поле h2 · бял топ на черно поле a1 · бял кон на бяло поле b1 · бял офицер на черно поле c1 · бяла дама на бяло поле d1 · бял цар на черно поле e1 · бял топ на бяло поле h1 | черен топ на бяло поле a8 · черен офицер на бяло поле c8 · черна дама на черно поле d8 · черен цар на бяло поле e8 · черен офицер на черно поле f8 · черен кон на бяло поле g8 · черен топ на черно поле h8 · черна пешка на черно поле a7 · черна пешка на бяло поле b7 · черна пешка на бяло поле d7 · черна пешка на черно поле e7 · черна пешка на бяло поле f7 · черна пешка на черно поле g7 · черна пешка на бяло поле h7 · черен кон на бяло поле c6 · бял офицер на бяло поле b5 · черна пешка на черно поле c5 · бяла пешка на бяло поле e4 · бял кон на бяло поле f3 · бяла пешка на бяло поле a2 · бяла пешка на черно поле b2 · бяла пешка на бяло поле c2 · бяла пешка на черно поле d2 · бяла пешка на черно поле f2 · бяла пешка на бяло поле g2 · бяла пешка на черно поле h2 · бял топ на черно поле a1 · бял кон на бяло поле b1 · бял офицер на черно поле c1 · бяла дама на бяло поле d1 · бял цар на черно поле e1 · бял топ на бяло поле h1 | черен топ на бяло поле a8 · черен офицер на бяло поле c8 · черна дама на черно поле d8 · черен цар на бяло поле e8 · черен офицер на черно поле f8 · черен кон на бяло поле g8 · черен топ на черно поле h8 · черна пешка на черно поле a7 · черна пешка на бяло поле b7 · черна пешка на бяло поле d7 · черна пешка на черно поле e7 · черна пешка на бяло поле f7 · черна пешка на черно поле g7 · черна пешка на бяло поле h7 · черен кон на бяло поле c6 · бял офицер на бяло поле b5 · черна пешка на черно поле c5 · бяла пешка на бяло поле e4 · бял кон на бяло поле f3 · бяла пешка на бяло поле a2 · бяла пешка на черно поле b2 · бяла пешка на бяло поле c2 · бяла пешка на черно поле d2 · бяла пешка на черно поле f2 · бяла пешка на бяло поле g2 · бяла пешка на черно поле h2 · бял топ на черно поле a1 · бял кон на бяло поле b1 · бял офицер на черно поле c1 · бяла дама на бяло поле d1 · бял цар на черно поле e1 · бял топ на бяло поле h1 | черен топ на бяло поле a8 · черен офицер на бяло поле c8 · черна дама на черно поле d8 · черен цар на бяло поле e8 · черен офицер на черно поле f8 · черен кон на бяло поле g8 · черен топ на черно поле h8 · черна пешка на черно поле a7 · черна пешка на бяло поле b7 · черна пешка на бяло поле d7 · черна пешка на черно поле e7 · черна пешка на бяло поле f7 · черна пешка на черно поле g7 · черна пешка на бяло поле h7 · черен кон на бяло поле c6 · бял офицер на бяло поле b5 · черна пешка на черно поле c5 · бяла пешка на бяло поле e4 · бял кон на бяло поле f3 · бяла пешка на бяло поле a2 · бяла пешка на черно поле b2 · бяла пешка на бяло поле c2 · бяла пешка на черно поле d2 · бяла пешка на черно поле f2 · бяла пешка на бяло поле g2 · бяла пешка на черно поле h2 · бял топ на черно поле a1 · бял кон на бяло поле b1 · бял офицер на черно поле c1 · бяла дама на бяло поле d1 · бял цар на черно поле e1 · бял топ на бяло поле h1 | черен топ на бяло поле a8 · черен офицер на бяло поле c8 · черна дама на черно поле d8 · черен цар на бяло поле e8 · черен офицер на черно поле f8 · черен кон на бяло поле g8 · черен топ на черно поле h8 · черна пешка на черно поле a7 · черна пешка на бяло поле b7 · черна пешка на бяло поле d7 · черна пешка на черно поле e7 · черна пешка на бяло поле f7 · черна пешка на черно поле g7 · черна пешка на бяло поле h7 · черен кон на бяло поле c6 · бял офицер на бяло поле b5 · черна пешка на черно поле c5 · бяла пешка на бяло поле e4 · бял кон на бяло поле f3 · бяла пешка на бяло поле a2 · бяла пешка на черно поле b2 · бяла пешка на бяло поле c2 · бяла пешка на черно поле d2 · бяла пешка на черно поле f2 · бяла пешка на бяло поле g2 · бяла пешка на черно поле h2 · бял топ на черно поле a1 · бял кон на бяло поле b1 · бял офицер на черно поле c1 · бяла дама на бяло поле d1 · бял цар на черно поле e1 · бял топ на бяло поле h1 | 2 |
| 1 | черен топ на бяло поле a8 · черен офицер на бяло поле c8 · черна дама на черно поле d8 · черен цар на бяло поле e8 · черен офицер на черно поле f8 · черен кон на бяло поле g8 · черен топ на черно поле h8 · черна пешка на черно поле a7 · черна пешка на бяло поле b7 · черна пешка на бяло поле d7 · черна пешка на черно поле e7 · черна пешка на бяло поле f7 · черна пешка на черно поле g7 · черна пешка на бяло поле h7 · черен кон на бяло поле c6 · бял офицер на бяло поле b5 · черна пешка на черно поле c5 · бяла пешка на бяло поле e4 · бял кон на бяло поле f3 · бяла пешка на бяло поле a2 · бяла пешка на черно поле b2 · бяла пешка на бяло поле c2 · бяла пешка на черно поле d2 · бяла пешка на черно поле f2 · бяла пешка на бяло поле g2 · бяла пешка на черно поле h2 · бял топ на черно поле a1 · бял кон на бяло поле b1 · бял офицер на черно поле c1 · бяла дама на бяло поле d1 · бял цар на черно поле e1 · бял топ на бяло поле h1 | черен топ на бяло поле a8 · черен офицер на бяло поле c8 · черна дама на черно поле d8 · черен цар на бяло поле e8 · черен офицер на черно поле f8 · черен кон на бяло поле g8 · черен топ на черно поле h8 · черна пешка на черно поле a7 · черна пешка на бяло поле b7 · черна пешка на бяло поле d7 · черна пешка на черно поле e7 · черна пешка на бяло поле f7 · черна пешка на черно поле g7 · черна пешка на бяло поле h7 · черен кон на бяло поле c6 · бял офицер на бяло поле b5 · черна пешка на черно поле c5 · бяла пешка на бяло поле e4 · бял кон на бяло поле f3 · бяла пешка на бяло поле a2 · бяла пешка на черно поле b2 · бяла пешка на бяло поле c2 · бяла пешка на черно поле d2 · бяла пешка на черно поле f2 · бяла пешка на бяло поле g2 · бяла пешка на черно поле h2 · бял топ на черно поле a1 · бял кон на бяло поле b1 · бял офицер на черно поле c1 · бяла дама на бяло поле d1 · бял цар на черно поле e1 · бял топ на бяло поле h1 | черен топ на бяло поле a8 · черен офицер на бяло поле c8 · черна дама на черно поле d8 · черен цар на бяло поле e8 · черен офицер на черно поле f8 · черен кон на бяло поле g8 · черен топ на черно поле h8 · черна пешка на черно поле a7 · черна пешка на бяло поле b7 · черна пешка на бяло поле d7 · черна пешка на черно поле e7 · черна пешка на бяло поле f7 · черна пешка на черно поле g7 · черна пешка на бяло поле h7 · черен кон на бяло поле c6 · бял офицер на бяло поле b5 · черна пешка на черно поле c5 · бяла пешка на бяло поле e4 · бял кон на бяло поле f3 · бяла пешка на бяло поле a2 · бяла пешка на черно поле b2 · бяла пешка на бяло поле c2 · бяла пешка на черно поле d2 · бяла пешка на черно поле f2 · бяла пешка на бяло поле g2 · бяла пешка на черно поле h2 · бял топ на черно поле a1 · бял кон на бяло поле b1 · бял офицер на черно поле c1 · бяла дама на бяло поле d1 · бял цар на черно поле e1 · бял топ на бяло поле h1 | черен топ на бяло поле a8 · черен офицер на бяло поле c8 · черна дама на черно поле d8 · черен цар на бяло поле e8 · черен офицер на черно поле f8 · черен кон на бяло поле g8 · черен топ на черно поле h8 · черна пешка на черно поле a7 · черна пешка на бяло поле b7 · черна пешка на бяло поле d7 · черна пешка на черно поле e7 · черна пешка на бяло поле f7 · черна пешка на черно поле g7 · черна пешка на бяло поле h7 · черен кон на бяло поле c6 · бял офицер на бяло поле b5 · черна пешка на черно поле c5 · бяла пешка на бяло поле e4 · бял кон на бяло поле f3 · бяла пешка на бяло поле a2 · бяла пешка на черно поле b2 · бяла пешка на бяло поле c2 · бяла пешка на черно поле d2 · бяла пешка на черно поле f2 · бяла пешка на бяло поле g2 · бяла пешка на черно поле h2 · бял топ на черно поле a1 · бял кон на бяло поле b1 · бял офицер на черно поле c1 · бяла дама на бяло поле d1 · бял цар на черно поле e1 · бял топ на бяло поле h1 | черен топ на бяло поле a8 · черен офицер на бяло поле c8 · черна дама на черно поле d8 · черен цар на бяло поле e8 · черен офицер на черно поле f8 · черен кон на бяло поле g8 · черен топ на черно поле h8 · черна пешка на черно поле a7 · черна пешка на бяло поле b7 · черна пешка на бяло поле d7 · черна пешка на черно поле e7 · черна пешка на бяло поле f7 · черна пешка на черно поле g7 · черна пешка на бяло поле h7 · черен кон на бяло поле c6 · бял офицер на бяло поле b5 · черна пешка на черно поле c5 · бяла пешка на бяло поле e4 · бял кон на бяло поле f3 · бяла пешка на бяло поле a2 · бяла пешка на черно поле b2 · бяла пешка на бяло поле c2 · бяла пешка на черно поле d2 · бяла пешка на черно поле f2 · бяла пешка на бяло поле g2 · бяла пешка на черно поле h2 · бял топ на черно поле a1 · бял кон на бяло поле b1 · бял офицер на черно поле c1 · бяла дама на бяло поле d1 · бял цар на черно поле e1 · бял топ на бяло поле h1 | черен топ на бяло поле a8 · черен офицер на бяло поле c8 · черна дама на черно поле d8 · черен цар на бяло поле e8 · черен офицер на черно поле f8 · черен кон на бяло поле g8 · черен топ на черно поле h8 · черна пешка на черно поле a7 · черна пешка на бяло поле b7 · черна пешка на бяло поле d7 · черна пешка на черно поле e7 · черна пешка на бяло поле f7 · черна пешка на черно поле g7 · черна пешка на бяло поле h7 · черен кон на бяло поле c6 · бял офицер на бяло поле b5 · черна пешка на черно поле c5 · бяла пешка на бяло поле e4 · бял кон на бяло поле f3 · бяла пешка на бяло поле a2 · бяла пешка на черно поле b2 · бяла пешка на бяло поле c2 · бяла пешка на черно поле d2 · бяла пешка на черно поле f2 · бяла пешка на бяло поле g2 · бяла пешка на черно поле h2 · бял топ на черно поле a1 · бял кон на бяло поле b1 · бял офицер на черно поле c1 · бяла дама на бяло поле d1 · бял цар на черно поле e1 · бял топ на бяло поле h1 | черен топ на бяло поле a8 · черен офицер на бяло поле c8 · черна дама на черно поле d8 · черен цар на бяло поле e8 · черен офицер на черно поле f8 · черен кон на бяло поле g8 · черен топ на черно поле h8 · черна пешка на черно поле a7 · черна пешка на бяло поле b7 · черна пешка на бяло поле d7 · черна пешка на черно поле e7 · черна пешка на бяло поле f7 · черна пешка на черно поле g7 · черна пешка на бяло поле h7 · черен кон на бяло поле c6 · бял офицер на бяло поле b5 · черна пешка на черно поле c5 · бяла пешка на бяло поле e4 · бял кон на бяло поле f3 · бяла пешка на бяло поле a2 · бяла пешка на черно поле b2 · бяла пешка на бяло поле c2 · бяла пешка на черно поле d2 · бяла пешка на черно поле f2 · бяла пешка на бяло поле g2 · бяла пешка на черно поле h2 · бял топ на черно поле a1 · бял кон на бяло поле b1 · бял офицер на черно поле c1 · бяла дама на бяло поле d1 · бял цар на черно поле e1 · бял топ на бяло поле h1 | черен топ на бяло поле a8 · черен офицер на бяло поле c8 · черна дама на черно поле d8 · черен цар на бяло поле e8 · черен офицер на черно поле f8 · черен кон на бяло поле g8 · черен топ на черно поле h8 · черна пешка на черно поле a7 · черна пешка на бяло поле b7 · черна пешка на бяло поле d7 · черна пешка на черно поле e7 · черна пешка на бяло поле f7 · черна пешка на черно поле g7 · черна пешка на бяло поле h7 · черен кон на бяло поле c6 · бял офицер на бяло поле b5 · черна пешка на черно поле c5 · бяла пешка на бяло поле e4 · бял кон на бяло поле f3 · бяла пешка на бяло поле a2 · бяла пешка на черно поле b2 · бяла пешка на бяло поле c2 · бяла пешка на черно поле d2 · бяла пешка на черно поле f2 · бяла пешка на бяло поле g2 · бяла пешка на черно поле h2 · бял топ на черно поле a1 · бял кон на бяло поле b1 · бял офицер на черно поле c1 · бяла дама на бяло поле d1 · бял цар на черно поле e1 · бял топ на бяло поле h1 | 1 |
|   | a | b | c | d | e | f | g | h |   |

През 1953 се премества в САЩ, за да живее със своя гръцки баща. Работи като пиколо, таксиметров шофьор, акордеонист и певец, както и ръководител на шахматно студио, за да издържа себе си. Умира от ранни в областта на главата след нещастен случай.
Една от най-дълготрайните иновации на Росолимо е вариант на Сицилианска защита, кръстен на него: 1. e4 c5 2. Кf3 Кс6 3. Оb5. Този вариант (както и неговия най-близък роднина Московския вариант) предлага на белите фигури предимство в дебюта, както и позволява на играча с белите фигури да избяга от огромното количество теория, свързана с дебюта Сицилианска защита.

## Турнирни резултати
- 1947 – Хилверсюм (7 – 8 м. на зонален турнир)
- 1948 – Бевервайк (3 – 4 м.), Бад Гащайн (2 – 3 м.)
- 1948/49 – Хейстингс (1 м.)
- 1950 – Бевервайк (2 – 3 м.), Венеция (3 м.)
- 1950/51 – Хейстингс (2 – 3 м.)
- 1952 – Хавана (6 м.), Бевервайк (1 м.), Саарланд (1 м.)